# زولتان موچی
زولتان موچی (انگلیسی: Zoltán Mucsi؛ زادهٔ ۹ سپتامبر ۱۹۵۷) هنرپیشه اهل مجارستان است. از فیلم‌هایی که وی در آن نقش داشته‌است، می‌توان به کنترل اشاره کرد.